# Мельничук, Лидия Семёновна
Лидия Семеновна Мельничук (укр. Лідія Семенівна Мельничук; 3 июля 1955, Литин — 14 октября 2005, Винница) — советский и украинский историк, этнограф, фольклорист, керамолог, педагог. Доктор исторических наук (2004). Автор 100 научных трудов.
Занималась сбором и изучением аутентичных памятников народной культуры, формированием фонда этнографического музея; организацией выставок, экспедиций к очагам народной культуры, в том числе традиционных ремесел и бытовой культуры Подолья; популяризацией песенного фольклора.

## Биография
Родилась 3 июля 1955 года в Литине.
С 1974 по 1978 год училась на историческом факультете Винницкого государственного педагогического института имени Николая Островского. В 1978—1981 годах — секретарь комитета комсомола Винницкого педагогического института.
В 1983—1986 годах — аспирант Киевского государственного университета имени Тараса Шевченко (научный руководитель — профессор Я. Серищев), в 1987 году защитила кандидатскую диссертацию на тему «Трудовой подвиг комсомольцев и молодежи в годы Великой Отечественной войны».
С 1987 по 1992 год — ассистент, старший преподаватель кафедры политической истории; с 1992 по 2000 год — доцент; с 2005 года — профессор кафедры украинской и зарубежной культуры Винницкого педагогического университета имени Михаила Коцюбинского. В 2000—2004 годах — докторант Киевского национального университета имени Тараса Шевченко (научный консультант — профессор В. К. Борисенко), в 2004 году защитила докторскую диссертацию на тему «Гончарство Подолья в системе этнокультуры Украины (2-й пол. XIX—XX вв.)».
В то же время с 1993 года основатель и руководитель Этнографического центра Винницкого педагогического университета, составными частями которого стали фольклорно-этнографический коллектив «Души криница», этнографический музей, учебно-научная лаборатория по этнологии Подолья, выставочная галерея.
Скончалась 14 октября 2005 года в Виннице, похоронена в родном селе.